# Elektrostatischer Lautsprecher

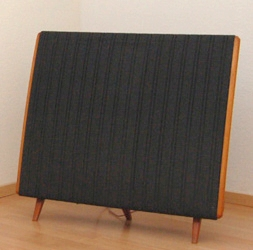
Quad ESL, später ESL-57, der erste Elektrostatische Lautsprecher weltweit

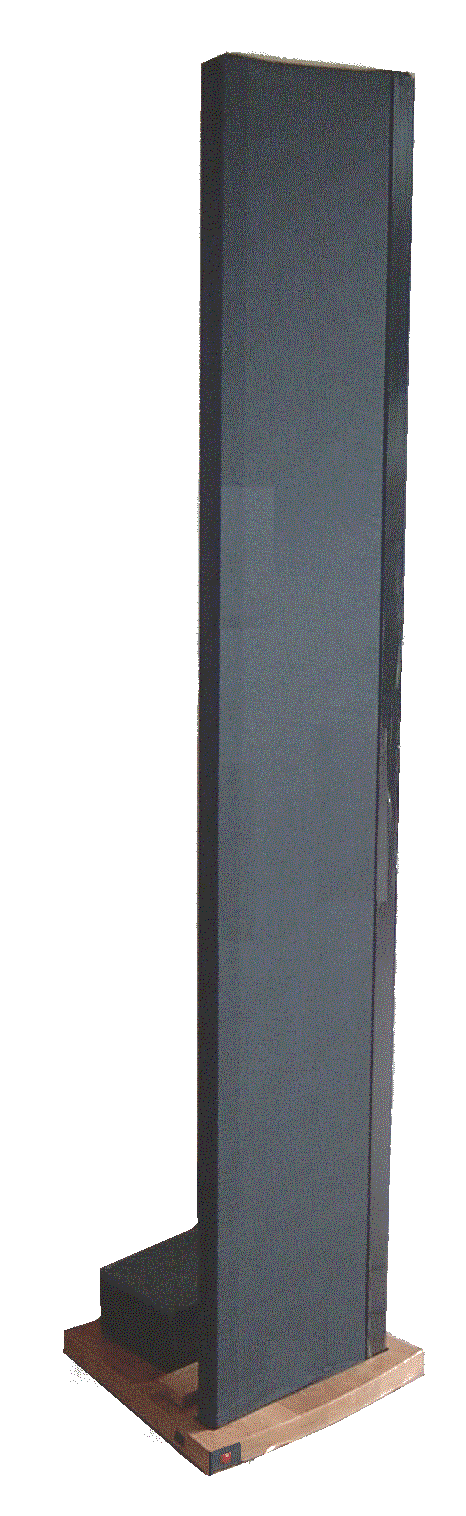
Elektrostatischer Lautsprecher

Der elektrostatische Lautsprecher (ESL) ist eine Lautsprecherbauart, bei der mittels der elektrostatischen Anziehungskraft Schallwellen erzeugt werden. Aufgrund der sehr dünnen und extrem leichten Membran geben die ESL vor allem die hohen und mittleren Töne sehr hochauflösend und nahezu rein wieder. Schwächen gibt es im Bassbereich, vor allem bei den ganz tiefen Tönen, weswegen viele High-End-ESL mit zusätzlichem konventionellen Basstreiber ausgestattet werden.

## Physikalische Grundlagen
Elektrostatische Lautsprecher nutzen nicht die Lorentzkraft, sondern die elektrostatische Anziehungskraft:
{\displaystyle |{\vec {F}}|=Q\cdot {\frac {U}{d}}}.

### Spannungsansteuerung
Bei Spannungsansteuerung gilt:
{\displaystyle |{\vec {F}}|=Q\cdot {\frac {U}{d}}} mit {\displaystyle Q=C\cdot U\quad \Rightarrow \quad |{\vec {F}}|=C\cdot {\frac {U^{2}}{d}}}.
Die Kraft ist nicht linear zum Strom, sondern quadratisch zur Spannung. Zum Erreichen einer brauchbaren Wiedergabe ist eine Vorspannung notwendig.

### Konstantladung
Für Gegentakt-ESL nach dem Konstantladungsprinzip, und das sind nahezu alle heutzutage gebauten ESL, ist die Antriebskraft linear.
Bei einem Konstantladungs-ESL gilt für die Kraft auf die Membran (die die Ladung trägt):
Es bildet sich ein homogenes elektrisches Feld zwischen den Statoren mit der Stärke
{\displaystyle E={\frac {U_{b}}{2d}}}
Die Kraft auf die Ladung der Membran beträgt dann
{\displaystyle F=Q\cdot E\quad \Rightarrow \quad F={\frac {Q\cdot U_{b}}{2d}}}
In dieser Gleichung ist {\displaystyle F} proportional zu {\displaystyle U_{b}} und somit linear, weil {\displaystyle Q} und {\displaystyle 2d} konstant sind.
Das gilt unter der Bedingung, dass die Ladung {\displaystyle Q} klein ist und praktisch keine eigene Feldwirkung aufweist. Für große Kraftwirkung muss {\displaystyle Q} jedoch groß werden. Das führt zu einer konstanten Auslenkung der Membran aus der Nulllage heraus zu einem Stator hin, wo sich zusammen mit der mechanischen Vorspannung der Membran ein neuer Nullpunkt ergibt. Aber auch unter diesen Bedingungen lässt sich rechnerisch nachweisen, dass die Kraft/Spannungs-Kennlinie linear bleibt.

### Influenz
Die oben angegebenen Berechnungen setzen voraus, dass die Ladungsverteilung auf den beteiligten Flächen homogen ist. Das lässt sich nur für eine der Flächen erreichen. Diese wird vergleichsweise hochohmig ausgeführt. Auf der anderen Fläche muss ein Strom fließen können, um sie umzuladen.
Frei verschiebbare Ladungsträger laufen allerdings in Richtung auf das niedrigste Potential. Das liegt auf der gegenüber liegenden Fläche. Wenn die Fläche nicht, wie oben voraus gesetzt, vollkommen homogen schwingt, neigen die Störungen dazu sich durch Influenz selbst zu verstärken – das momentane Gleichgewicht ist labil (siehe auch unten, Inverter-Prinzip). Auf der Fläche sind diese Teilschwingungen nur schwer zu beherrschen. Einerseits, weil Elastizität und Masse der üblichen Folien für den erreichbaren Wirkungsgrad von großer Bedeutung sind. Andererseits müssen für eine ausreichend starke Schallabstrahlung Membranen verwendet werden, die gegenüber den Wellenlängen des Luftschall und der transversalen Oberflächenwelle auf der Membran groß sind. Das System kann sich chaotisch verhalten. Eine Schallabstrahlung findet dann wie auf einem Biegewellenwandler, Variante DML statt.

## Aufbau

Prinzip eines Eintaktaufbaus

### Eintaktaufbau
Eintaktlösungen arbeiten stabil. Hier halten sich eine anziehende Kraft durch eine konstante elektrische Vorspannung und die mechanische Membranspannung im Gleichgewicht. Das aufmodulierte Audiosignal sorgt für entsprechende Kraftwirkung und damit Auslenkung um diesen Gleichgewichtspunkt herum. Dieses System ist aufgrund der quadratischen Kraft/Spannungs-Kennlinie nur für sehr kleine Auslenkungen verzerrungsarm. Eintakt-ESL werden als Hochtonlautsprecher verwendet, sind in neuen Produkten aber praktisch nicht mehr zu finden.

### Gegentaktaufbau

Prinzip eines elektrostatischen Lautsprechers, Ansteuerung konventionell

1957 erschien der erste kommerzielle elektrostatische Vollbereichs-Flächenlautsprecher auf dem Lautsprechermarkt: es war der QUAD-ESL ® des englischen HiFi-Herstellers Quad, der nach dem Gegentaktprinzip arbeitete. Als Statoren dienen zwei feste, mechanisch stabile Gitterelektroden, zwischen denen sich die schwingende Membranfolie befindet. Zur elektrischen Isolierung sind die Statoren mit Polyesterharz beschichtet. Die Statoren sind gelocht, um den Schall entweichen zu lassen. Kraft und Feld weisen dabei im Betrieb in dieselbe Richtung.
Die Membran ist dünn, schwingfähig und elektrisch leitfähig (aber mit hohem Flächenwiderstand). Als Material für die Membran wird u. a. Polyester und Polydisulphenol verwendet, welche mit einer elektrisch leitfähigen Schicht versehen ist.
Die Membran ist mit etwa 2 bis 20 Mikrometer Dicke extrem dünn.

## Ansteuerung
Im Gegensatz zu dynamischen Lautsprechern ist für die Ansteuerung kein hoher Strom (5 bis 10 A), sondern eine hohe Spannung (1000 V bis 4000 V) erforderlich.
Diese hohe Spannung wird entweder direkt durch Hochspannungsverstärker (Röhrenverstärker oder MOSFET) erzeugt oder mittels Transformator vom üblichen Leistungsverstärkerspannungen (z. B. von 20 V) hochtransformiert (z. B. auf 1000 V).

### Konventionell
Bei der konventionellen Ansteuerung wird die Tonfrequenz gegenphasig an die Statoren angelegt, während die Polarisationsspannung an die Membran angelegt wird:
- Stator 1: +UTon
- Membran: UPol
- Stator 2: −UTon
- Differenzspannung 1: UPol + UTon
- Differenzspannung 2: UPol − UTon

Die überwiegend am Markt zu findenden ESL arbeiten nach dem Konstantladungsprinzip. Bei diesen wird das Audiosignal gegenphasig an den Statoren angelegt und die Membranfolie mittels einer Hochspannungsquelle auf eine konstante Ladung aufgeladen. Die Membranfolie ist üblicherweise durch eine gering leitfähige Beschichtung etwas leitfähig. Zwischen den Statoren bildet sich ein homogenes Feld aus, dessen Kraft-Spannungs-Verhältnis völlig linear ist. Aus diesem Grund ist das Verzerrungsverhalten dieses ESL-Typs das Beste aller verwendeten Prinzipien, solange keine Störungen der grundlegenden Symmetrien vorkommen.

### Inverter-Prinzip
Bei der Ansteuerung nach dem Inverter-Prinzip wird die Polarisationsspannung gegenphasig an die Statoren angelegt, während die Tonfrequenz an die Membran angelegt wird:
- Stator 1: +UPol
- Membran: UTon
- Stator 2: −UPol
- Differenzspannung 1: UTon + UPol
- Differenzspannung 2: UTon − UPol

Die Membran muss weiterhin mechanisch vorgespannt werden, da die Ruhelage labil ist (bei Magnetostaten ist sie indifferent).
Das Inverterprinzip ist patentiert.
Die Ansteuerung mit zwei Gleichspannungen unterschiedlicher Polarität auf den Statoren (den Gitterelektroden) ist nur eine und eher selten genutzte Möglichkeit. Es bedarf einer gut leitfähigen Membran, auf die das Musiksignal gegeben wird. Damit handelt es sich um einen Konstantspannungs-ESL, der dem quadratischen Kraft/Spannungs-Verhältnis unterworfen ist und somit nicht über einen linearen Antrieb verfügt. Das System ist nur für kleine Auslenkungen verzerrungsarm.

## Kraft auf die Elektrode in der Ruhelage

### Spannungsansteuerung
- Vorspannung: {\displaystyle U}
- NF-Spannung: {\displaystyle U_{b}}
- Abstand zwischen einer GE und Membran: {\displaystyle d}
- Spannung zwischen GE1 und Membran: {\displaystyle U_{1}=U+U_{b}}
- Spannung zwischen GE2 und Membran: {\displaystyle U_{2}=U-U_{b}}
- Kapazität zwischen einer GE und Membran: {\displaystyle C=\varepsilon \cdot {\frac {A}{d}}}
- Kraft zwischen GE1 und Membran: {\displaystyle F_{1}=\varepsilon \cdot {\frac {A}{d^{2}}}\cdot (U+U_{b})^{2}}
- Kraft zwischen GE2 und Membran: {\displaystyle F_{2}=\varepsilon \cdot {\frac {A}{d^{2}}}\cdot (U-U_{b})^{2}}
- Resultierende Kraft auf die Membran: {\displaystyle F=4\cdot U\cdot U_{b}\cdot \varepsilon \cdot {\frac {A}{d^{2}}}}

Die entstehenden Kräfte sind verglichen mit elektrodynamischen Lautsprechern (in denen bei Vollaussteuerung Werte bis 50 N üblich sind), sehr klein. Werte von {\displaystyle U=2\,{\text{kV}}}, {\displaystyle U_{b}=1\,{\text{kV}}}, {\displaystyle d=4\,{\text{mm}}}, {\displaystyle A=1{,}5\,{\text{m}}\times 0{,}4\,{\text{m}}=0{,}6\,{\text{m}}^{2}} ergeben {\displaystyle F=2{,}6\,{\text{N}}}. Da aber auch die anzutreibende Masse deutlich geringer ist, ist ein direkter Vergleich nicht sinnvoll.

## Vorteile

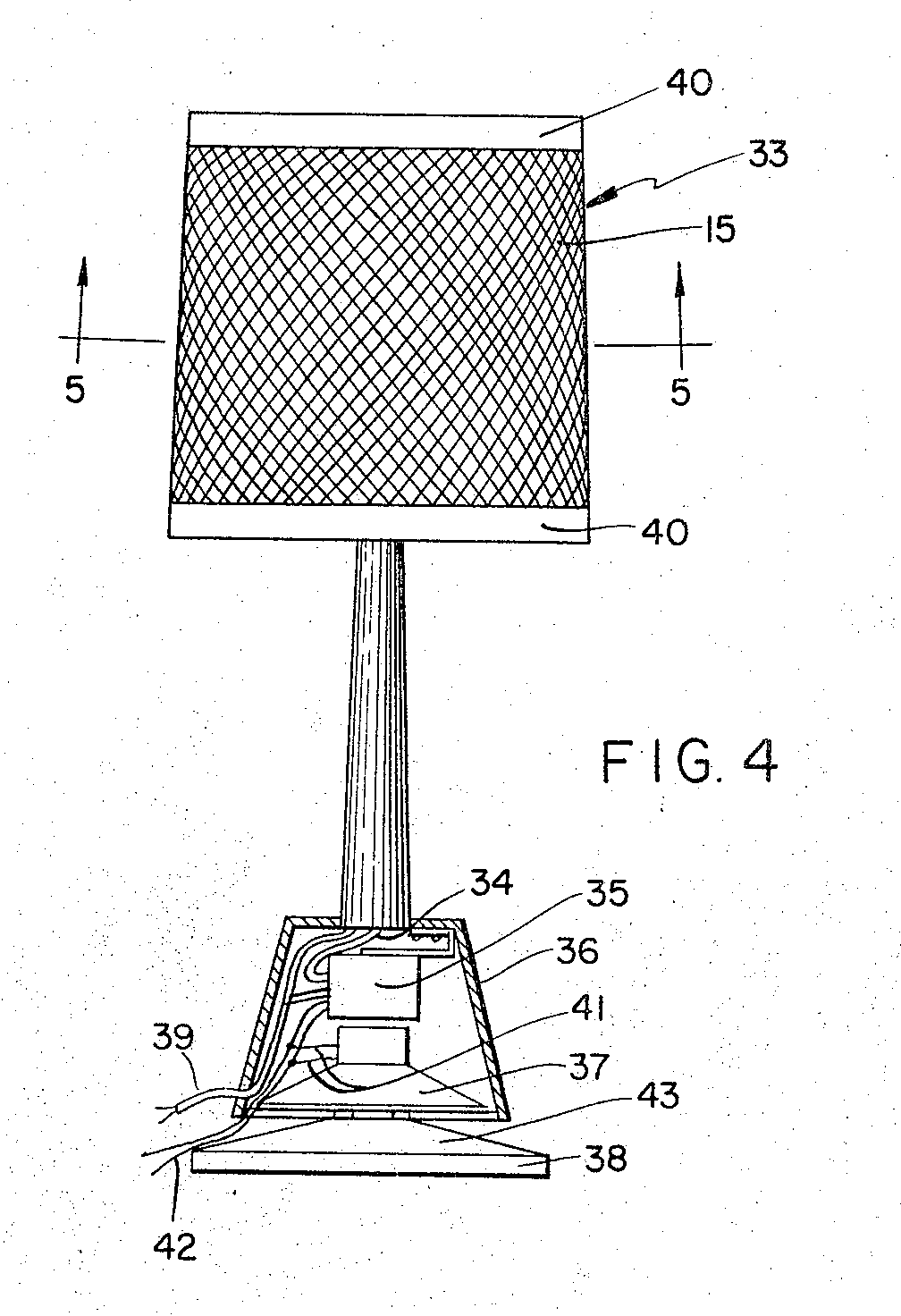
Ein Elektrostatischer Lautsprecher als Lampenschirm

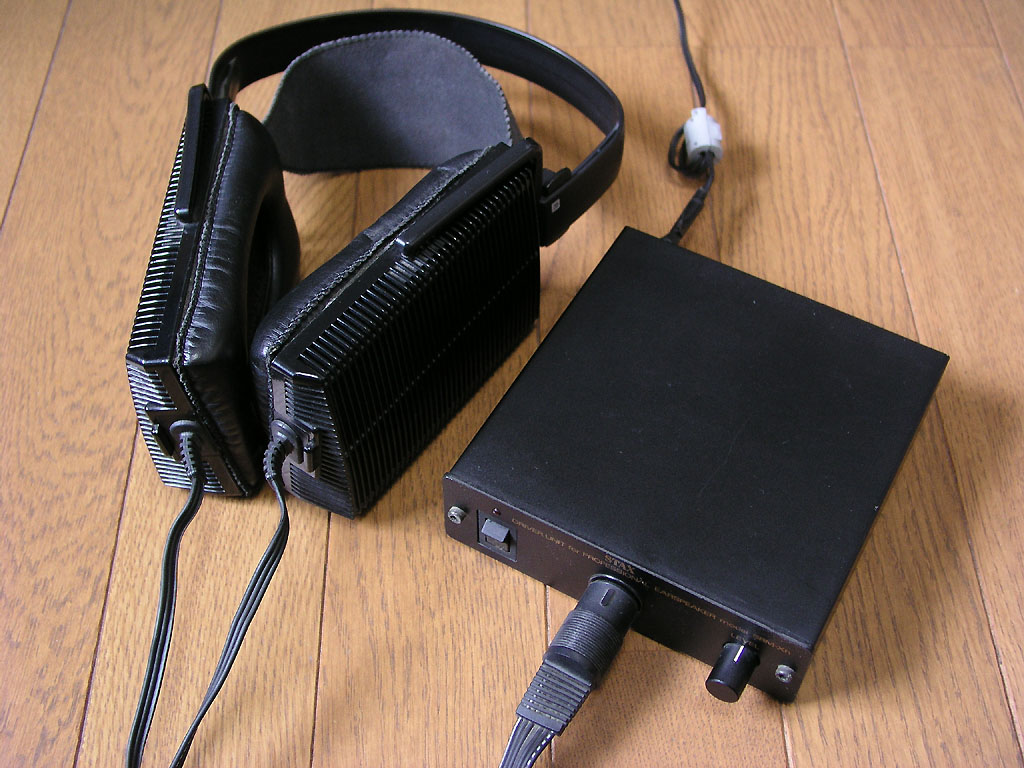
Elektrostatischer Lautsprecher als Kopfhörer (im Bild ein Stax SRS-Modell mit Verstärker)

Elektrostatische Lautsprecher erlauben viele Designfreiheiten, da sie sehr dünn gefertigt werden können.

## Nachteile
Trotz Gegentaktansteuerung erzeugen größere Schwingamplituden hörbaren Klirr (die beiden Abstände zu den festen Elektroden sind nicht mehr identisch, damit heben sich quadratische Anteile nicht mehr wie in der Rechnung oben heraus). Das Designproblem ist, dass für größere Schwingamplituden notwendige größere Abstände der Elektroden den Kennschalldruck drastisch reduzieren.
Die Bewegung der Membran erzeugt ihrerseits eine Ladungsverschiebung auf der Fläche (Influenz). Unregelmäßigkeiten neigen dazu, sich selbst zu verstärken. Sofern daraus eine chaotische Membranbewegung folgt, kann diese wiederum das Abstrahlverhalten verbessern, ohne, wie auch beim Distributed Mode Loudspeaker, harmonische Verzerrungen spürbar ansteigen zu lassen.
Im Bassbereich kommt als weiteres Problem hinzu, dass es durch Druckausgleich zwischen Vorder- und Rückseite zum Akustischen Kurzschluss kommt, was die Basswiedergabe weiter verringert und die Schwingungsamplitude weiter erhöht.
Die Schallabstrahlung erfolgt bei Elektrostaten prinzipbedingt relativ stark gerichtet, d. h. bei einer Stereoaufstellung entsteht ein sehr schmaler Bereich des optimalen Hörens (auch „Sweetspot“ genannt).
Durch entsprechende Konstruktionen wird versucht, diesem Phänomen zu begegnen:
- Krümmung der Oberfläche des Elektrostaten
- Segmentierung der Abstrahlfläche
- Verwendung vorgesetzter akustischer Linsen

Eine Basswiedergabe erfordert unverhältnismäßig große Elektrostatenflächen, daher ist dieses Wandlerprinzip für die Basswiedergabe nicht sonderlich geeignet und wird häufig im Bass von zusätzlichen elektrodynamischen Wandlern unterstützt.